# فهرست شهرستان‌های میسیسیپی

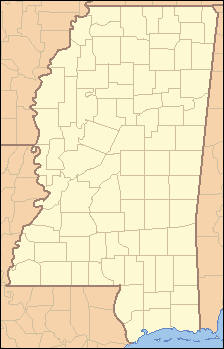

فهرست ۸۲ شهرستان ایالت میسیسیپی که زیر آورده شده‌اند عبارتند از:
| شهرستان           | FIPS code | مرکز شهرستان            | سال تأسیس | جمعیت (۲۰۱۰) | مساحت        | نقشه |
| ----------------- | --------- | ----------------------- | --------- | ------------ | ------------ | ---- |
| آدامز             | ۰۰۱       | نچیز                    | ۱۷۹۹      | ۳۲٬۲۹۷       | ۴۶۰ مایل‌مربع |      |
| آلکورن            | ۰۰۳       | کرینت                   | ۱۸۷۰      | ۳۷٬۰۵۷       | ۴۰۰ مایل‌مربع |      |
| امیت              | ۰۰۵       | لیبرتی                  | ۱۸۰۹      | ۱۳٬۱۳۱       | ۷۳۰ مایل‌مربع |      |
| اتلا              | ۰۰۷       | کاسکیوسکوو              | ۱۸۳۳      | ۱۹٬۵۶۴       | ۷۳۵ مایل‌مربع |      |
| بنتون             | ۰۰۹       | اشلند                   | ۱۸۷۰      | ۸٬۷۲۹        | ۴۰۷ مایل‌مربع |      |
| بولیوار           | ۰۱۱       | کلیولند، روزدیل         | ۱۸۳۶      | ۳۴٬۱۴۵       | ۸۷۶ مایل‌مربع |      |
| کالهون            | ۰۱۳       | پیتسبارو                | ۱۸۵۲      | ۱۴٬۹۶۲       | ۵۸۷ مایل‌مربع |      |
| کارول             | ۰۱۵       | کرلتن و وایدن           | ۱۸۳۳      | ۱۰٬۵۹۷       | ۶۲۸ مایل‌مربع |      |
| چیکاسو            | ۰۱۷       | هیوستن و اکولونا        | ۱۸۳۶      | ۱۷٬۳۹۲       | ۵۰۲ مایل‌مربع |      |
| چاکتاو            | ۰۱۹       | آکرمن                   | ۱۸۳۳      | ۸٬۵۴۷        | ۴۱۹ مایل‌مربع |      |
| کالیبورن          | ۰۲۱       | پورت گیبسن              | ۱۸۰۲      | ۹٬۶۰۴        | ۴۸۷ مایل‌مربع |      |
| کلارک             | ۰۲۳       | کویتمن                  | ۱۸۳۳      | ۱۶٬۷۳۲       | ۶۹۱ مایل‌مربع |      |
| کلی               | ۰۲۵       | وست پوینت               | ۱۸۷۱      | ۲۰٬۶۳۴       | ۴۰۹ مایل‌مربع |      |
| کاهوما            | ۰۲۷       | کلارکسدیل               | ۱۸۳۶      | ۲۶٬۱۵۱       | ۵۵۴ مایل‌مربع |      |
| کوپیا             | ۰۲۹       | هیزلهورست               | ۱۸۲۳      | ۲۹٬۴۴۹       | ۷۷۷ مایل‌مربع |      |
| شهرستان، میسیسیپی | ۰۳۱       | کالینز                  | ۱۸۱۹      | ۱۹٬۵۶۸       | ۴۱۴ مایل‌مربع |      |
| دسوتو             | ۰۳۳       | هرناندو                 | ۱۸۳۶      | ۱۶۱٬۲۵۲      | ۴۷۸ مایل‌مربع |      |
| فارست             | ۰۳۵       | هتیزبرگ                 | ۱۹۰۶      | ۷۴٬۹۳۴       | ۴۶۷ مایل‌مربع |      |
| فرانکلین          | ۰۳۷       | میدویل                  | ۱۸۰۹      | ۸٬۱۱۸        | ۵۶۵ مایل‌مربع |      |
| جرج               | ۰۳۹       | لوسیدیل                 | ۱۹۱۰      | ۲۲٬۵۷۸       | ۴۷۸ مایل‌مربع |      |
| گرین              | ۰۴۱       | لیکسویل                 | ۱۸۱۱      | ۱۴٬۴۰۰       | ۷۱۳ مایل‌مربع |      |
| گرنادا            | ۰۴۳       | گرینیدا                 | ۱۸۷۰      | ۲۱٬۹۰۶       | ۴۲۲ مایل‌مربع |      |
| هنکاک             | ۰۴۵       | بی سنت                  | ۱۸۱۲      | ۴۳٬۹۲۹       | ۴۷۷ مایل‌مربع |      |
| هریسون            | ۰۴۷       | گالفپورت و بیلاکسی      | ۱۸۴۱      | ۱۸۷٬۱۰۵      | ۵۸۱ مایل‌مربع |      |
| هیندز             | ۰۴۹       | جکسون، ریمند            | ۱۸۲۱      | ۲۴۵٬۲۸۵      | ۸۶۹ مایل‌مربع |      |
| هولمز             | ۰۵۱       | لکزینگتن                | ۱۸۳۳      | ۱۹٬۱۹۸       | ۷۵۶ مایل‌مربع |      |
| همفریز            | ۰۵۳       | بلزونی                  | ۱۹۱۸      | ۹٬۳۷۵        | ۴۱۸ مایل‌مربع |      |
| ایساکوئنا         | ۰۵۵       | مایرسویل                | ۱۸۴۴      | ۱٬۴۰۶        | ۴۱۳ مایل‌مربع |      |
| ایتاوامبا         | ۰۵۷       | فولتن                   | ۱۸۳۶      | ۲۳٬۴۰۱       | ۵۳۲ مایل‌مربع |      |
| جکسون             | ۰۵۹       | پسکگولا                 | ۱۸۱۲      | ۱۳۹٬۶۶۸      | ۷۲۷ مایل‌مربع |      |
| جاسپر             | ۰۶۱       | بی اسپرینگز و پائولدینگ | ۱۸۳۳      | ۱۷٬۰۶۲       | ۶۷۶ مایل‌مربع |      |
| جفرسون            | ۰۶۳       | فایت                    | ۱۷۹۹      | ۷٬۷۲۶        | ۵۱۹ مایل‌مربع |      |
| جفرسون دیویس      | ۰۶۵       | پرنتیز                  | ۱۹۰۶      | ۱۲٬۴۸۷       | ۴۰۸ مایل‌مربع |      |
| جونز              | ۰۶۷       | لارل و الیزویل          | ۱۸۲۶      | ۶۷٬۷۶۱       | ۶۹۴ مایل‌مربع |      |
| کمپر              | ۰۶۹       | دی کلب                  | ۱۸۳۳      | ۱۰٬۴۵۶       | ۷۶۶ مایل‌مربع |      |
| لافایت            | ۰۷۱       | آکسفورد                 | ۱۸۳۶      | ۴۷٬۳۵۱       | ۶۳۱ مایل‌مربع |      |
| لامار             | ۰۷۳       | پرویس                   | ۱۹۰۴      | ۵۵٬۶۵۸       | ۴۹۷ مایل‌مربع |      |
| لاودردیل          | ۰۷۵       | مریدیان                 | ۱۸۳۳      | ۸۰٬۲۶۱       | ۷۰۴ مایل‌مربع |      |
| لارنس             | ۰۷۷       | مانتیچلو                | ۱۸۱۴      | ۱۲٬۹۲۹       | ۴۳۱ مایل‌مربع |      |
| لیک               | ۰۷۹       | کارتیج                  | ۱۸۳۳      | ۲۳٬۸۰۵       | ۵۸۳ مایل‌مربع |      |
| لی                | ۰۸۱       | توپلوو                  | ۱۸۶۶      | ۸۲٬۹۱۰       | ۴۵۰ مایل‌مربع |      |
| لوفلور            | ۰۸۳       | گرینوود                 | ۱۸۷۱      | ۳۲٬۳۱۷       | ۵۹۲ مایل‌مربع |      |
| لینکلن            | ۰۸۵       | بروخیون                 | ۱۸۷۰      | ۳۴٬۸۶۹       | ۵۸۶ مایل‌مربع |      |
| لوندس             | ۰۸۷       | کلامبس                  | ۱۸۳۰      | ۵۹٬۷۷۹       | ۵۰۲ مایل‌مربع |      |
| مدیسون            | ۰۸۹       | کنتن                    | ۱۸۲۸      | ۹۵٬۲۰۳       | ۷۱۹ مایل‌مربع |      |
| ماریون            | ۰۹۱       | کلمبیا                  | ۱۸۱۱      | ۲۷٬۰۸۸       | ۵۴۲ مایل‌مربع |      |
| مارشال            | ۰۹۳       | هالی اسپرینگز           | ۱۸۳۶      | ۳۷٬۱۴۴       | ۷۰۶ مایل‌مربع |      |
| مونرو             | ۰۹۵       | ابردین                  | ۱۸۲۱      | ۳۶٬۹۸۹       | ۷۶۴ مایل‌مربع |      |
| مونتگومری         | ۰۹۷       | وینونا                  | ۱۸۷۱      | ۱۰٬۹۲۵       | ۴۰۷ مایل‌مربع |      |
| نشوبا             | ۰۹۹       | فیلادلفیا               | ۱۸۳۳      | ۲۹٬۶۷۶       | ۵۷۰ مایل‌مربع |      |
| نیوتون            | ۱۰۱       | دیکیتر                  | ۱۸۳۶      | ۲۱٬۷۲۰       | ۵۷۸ مایل‌مربع |      |
| ناکسابی           | ۱۰۳       | میکن                    | ۱۸۳۳      | ۱۱٬۵۴۵       | ۶۹۵ مایل‌مربع |      |
| آکتیبها           | ۱۰۵       | استارکویل               | ۱۸۳۳      | ۴۷٬۶۷۱       | ۴۵۸ مایل‌مربع |      |
| پانولا            | ۱۰۷       | بتسویل و اساردیس        | ۱۸۳۶      | ۳۴٬۷۰۷       | ۶۸۴ مایل‌مربع |      |
| پرل ریور          | ۱۰۹       | پاپلارویل               | ۱۸۹۰      | ۵۵٬۸۳۴       | ۸۱۲ مایل‌مربع |      |
| پری               | ۱۱۱       | نیو آگوستا              | ۱۸۲۰      | ۱۲٬۲۵۰       | ۶۴۷ مایل‌مربع |      |
| پایک              | ۱۱۳       | مگنولیا                 | ۱۸۱۵      | ۴۰٬۴۰۴       | ۴۰۹ مایل‌مربع |      |
| پانتوتوک          | ۱۱۵       | پانتوتوک                | ۱۸۳۶      | ۲۹٬۹۵۷       | ۴۹۷ مایل‌مربع |      |
| پرنتیس            | ۱۱۷       | بونویل                  | ۱۸۷۰      | ۲۵٬۲۷۶       | ۴۱۵ مایل‌مربع |      |
| کویتمن            | ۱۱۹       | مارک                    | ۱۸۷۷      | ۸٬۲۲۳        | ۴۰۵ مایل‌مربع |      |
| رنکین             | ۱۲۱       | برندن                   | ۱۸۲۸      | ۱۴۱٬۶۱۷      | ۷۷۵ مایل‌مربع |      |
| اسکات             | ۱۲۳       | فورست                   | ۱۸۳۳      | ۲۸٬۲۶۴       | ۶۰۹ مایل‌مربع |      |
| شارکی             | ۱۲۵       | رولینگ فورک             | ۱۸۷۶      | ۴٬۹۱۶        | ۴۲۸ مایل‌مربع |      |
| سیمپسون           | ۱۲۷       | مندنهال                 | ۱۸۲۴      | ۲۷٬۵۰۳       | ۵۸۹ مایل‌مربع |      |
| اسمیت             | ۱۲۹       | رالی                    | ۱۸۳۳      | ۱۶٬۴۹۱       | ۶۳۶ مایل‌مربع |      |
| استون             | ۱۳۱       | ویگینس                  | ۱۹۱۶      | ۱۷٬۷۸۶       | ۴۴۵ مایل‌مربع |      |
| سانفلاور          | ۱۳۳       | ایندیانوولا             | ۱۸۴۴      | ۲۹٬۴۵۰       | ۶۹۴ مایل‌مربع |      |
| تالاهاچی          | ۱۳۵       | چارلزتن و سامنر         | ۱۸۳۳      | ۱۵٬۳۷۸       | ۶۴۴ مایل‌مربع |      |
| تیت               | ۱۳۷       | سناتوبیا                | ۱۸۷۳      | ۲۸٬۸۸۶       | ۴۰۴ مایل‌مربع |      |
| تیپا              | ۱۳۹       | ریپلی                   | ۱۸۳۶      | ۲۲٬۲۳۲       | ۴۵۸ مایل‌مربع |      |
| تیشومینگو         | ۱۴۱       | ایوکا                   | ۱۸۳۶      | ۱۹٬۵۹۳       | ۴۲۴ مایل‌مربع |      |
| تونیکا            | ۱۴۳       | تونیکا                  | ۱۸۳۶      | ۱۰٬۷۷۸       | ۴۵۵ مایل‌مربع |      |
| یونیون            | ۱۴۵       | نیو آلبانی              | ۱۸۷۰      | ۲۷٬۱۳۴       | ۴۱۶ مایل‌مربع |      |
| والت‌هال           | ۱۴۷       | تیلرتاون                | ۱۹۱۲      | ۱۵٬۴۴۳       | ۴۰۴ مایل‌مربع |      |
| وارن              | ۱۴۹       | ویکسبرگ                 | ۱۸۰۹      | ۴۸٬۷۷۳       | ۵۸۷ مایل‌مربع |      |
| واشینگتون         | ۱۵۱       | گرینویل                 | ۱۸۲۷      | ۵۱٬۱۳۷       | ۷۲۴ مایل‌مربع |      |
| وین               | ۱۵۳       | وینز بارو               | ۱۸۰۹      | ۲۰٬۷۴۷       | ۸۱۰ مایل‌مربع |      |
| وبستر             | ۱۵۵       | والتهال                 | ۱۸۷۴      | ۱۰٬۲۵۳       | ۴۲۳ مایل‌مربع |      |
| ویلکینسون         | ۱۵۷       | وودویل                  | ۱۸۰۲      | ۹٬۸۷۸        | ۶۷۷ مایل‌مربع |      |
| وینستون           | ۱۵۹       | لوئیزویل                | ۱۸۳۳      | ۱۹٬۱۹۸       | ۶۰۷ مایل‌مربع |      |
| یالوبوشا          | ۱۶۱       | واتر ولی، کافیویل       | ۱۸۳۳      | ۱۲٬۶۷۸       | ۴۶۷ مایل‌مربع |      |
| یازو              | ۱۶۳       | یازو سیتی               | ۱۸۲۳      | ۲۸٬۰۶۵       | ۹۲۰ مایل‌مربع |      |